# Getang (sockenhuvudort i Kina, Jiangsu Sheng, lat 32,24, long 118,74)
Getang (kinesiska: 葛塘街道) är en sockenhuvudort i Kina. Den ligger i provinsen Jiangsu, i den östra delen av landet, omkring 21 kilometer norr om provinshuvudstaden Nanjing. Antalet invånare är 86 266. Befolkningen består av 40 353 kvinnor och 45 913 män. Barn under 15 år utgör 11,0 %, vuxna 15-64 år 82 %, och äldre över 65 år 6,0 %.
Runt Getang är det mycket tätbefolkat, med 1 956 invånare per kvadratkilometer. Närmaste större samhälle är Yanziji, 13,6 km sydost om Getang. Trakten runt Getang består till största delen av jordbruksmark.
Genomsnittlig årsnederbörd är 1 291 millimeter. Den regnigaste månaden är juli, med i genomsnitt 289 mm nederbörd, och den torraste är december, med 32 mm nederbörd.